# 大分県県民の森
大分県県民の森（おおいたけんけんみんのもり）は、大分県大分市から大分県豊後大野市にわたる広域に設けられた県民の森。

## 概要
総面積4,472haの広大な地域内に、青少年の森、しあわせの丘、平成森林公園、神角寺展望の丘といったゾーンが設けられている。2000年には第51回全国植樹祭の会場となった。

## 主要施設

### 青少年の森
霊山、本宮山、障子岳に囲まれたゾーンである。
- 森林学習展示館
- キャンプ場
- 丸塚広場
- オリエンテーリング・コース
- 人造湖
- 自然観察路

### しあわせの丘
- 管理事務所
- しあわせの丘本館（宿泊施設）
- 和風庭園
- サイクリング・センター
- サイクリング・ロード
- オリエンテーリング・コース
- 多目的広場
- 遊歩道

### 平成森林公園
県民の森の中心となるゾーンである。第51回全国植樹祭の開会式もこのゾーンで開かれ、記念公園が設けられている。閉館した大分香りの森博物館もこのゾーンにあった。
- 大分市立のつはる少年自然の家
- キャンプ場
- 香りの広場（ラベンダーの丘）
- 全国植樹祭記念公園
- 自然観察路
- ワイルドリバー
- つり橋
- 桜園
- 香りの森
- つばきの森
- 野鳥の森
- 紅葉の森

### 神角寺展望の丘
本堂が国の重要文化財に指定されている神角寺（じんかくじ）を中心とするゾーンである。長距離自然歩道のひとつである九州自然歩道が通っている。
- 展望台
- ロックガーデン
- やすらぎ広場
- 神角寺
- 九州自然歩道

## 大分香りの森博物館
県民の森には、1996年に博物館の大分香りの森博物館が開館した。しかし、来館者が伸び悩んだため、行財政改革の一環として2004年9月末に休館し、それから1年半後の2006年3月末に閉鎖された。旧・香りの森博物館の施設は、2005年9月に学校法人平松学園に売却されたが、総工費約44億円を費やした施設が2億円余で売却されることが問題となった。一方、収蔵品は別府大学に無償貸与され、2007年11月に別府大学別府キャンパス内に開館した大分香りの博物館で展示されている。